# Učur
L'Učur (in russo Учур?) è un fiume della Russia siberiana orientale (Territorio di Chabarovsk e Repubblica Autonoma della Jacuzia-Sacha), affluente di destra dell'Aldan nel bacino della Lena.
Nasce dall'estremo lembo nordorientale dei monti Stanovoj, dove questi si saldano alla catena dei monti Džugdžur; scorre quindi con direzione mediamente nordorientale, in un ambiente montagnoso, drenando la parte orientale dell'altopiano dell'Aldan. Piega quindi più decisamente verso nord, sfociando nell'Aldan a 1 208 km dalla foce, nei pressi dell'abitato di Čagda.
La vicinanza, ad oriente, dello spartiacque con il bacino della Maja fa sì che tutti gli affluenti di un certo rilievo provengano dalla sinistra idrografica: il maggiore è il Gonam, mentre altri minori sono Ujan, Tyrkan, Gynym.
Il regime è simile a quello di tutti i fiumi della Siberia orientale: gelato per il lungo periodo che va da ottobre a maggio, manifesta le piene più abbondanti in tarda primavera; il valore di portata media è di circa 1 345 m³/s, ma nasconde variazioni che possono fare oscillare questo valore (misurato a 154 km dalla foce) fra i circa 40 delle minime assolute e i 21 600 delle massime assolute.